# Etiopie na Letních olympijských hrách 2000
Etiopie se účastnila Letní olympiády 2000 ve dvou sportech. Zastupovalo ji 26 sportovců (15 mužů a 11 žen).

## Medailisté
| Medaile | Jméno              | Sport    | Soutěž               |
| ------- | ------------------ | -------- | -------------------- |
| Zlato   | Gezahegne Abera    | Atletika | Muži maraton         |
| Zlato   | Haile Gebrselassie | Atletika | Muži běh na 10 000 m |
| Zlato   | Derartu Tuluová    | Atletika | Ženy běh na 10 000 m |
| Zlato   | Million Wolde      | Atletika | Muži běh na 5 000 m  |
| Stříbro | Gete Wamiová       | Atletika | Ženy běh na 10 000 m |
| Bronz   | Gete Wamiová       | Atletika | Ženy běh na 5 000 m  |
| Bronz   | Assefa Mezegebu    | Atletika | Muži běh na 10 000 m |
| Bronz   | Tesfaye Tola       | Atletika | Muži maraton         |